# Каштанов, Виктор Алексеевич
Виктор Алексеевич Каштанов (род. 30 сентября 1934) — советский и российский математик, доктор физико-математических наук, профессор, заслуженный деятель науки РФ (1996), лауреат Государственной премии СССР (1979).

## Биография
Родился 30 сентября 1934 года.
В 1957 году окончил механико-математический факультет МГУ им. М. В. Ломоносова, работал в НИИ-17 Министерства радиопромышленности СССР. В 1967 году защитил кандидатскую диссертацию.
С 1969 года в Московском институте электроники и математики: старший преподаватель (1969—1972), доцент (1972—1977), профессор (1977—1979), декан факультета прикладной математики (1979—2011), заведующий кафедрой «Исследование операций» (1981—2012). С 2012 года профессор кафедры высшей математики и с 2013 года по совместительству работал в той же должности на кафедре теории вероятностей.
В 1976 году защитил диссертацию на соискание учёной степени доктора физико-математических наук по теме «Математические методы анализа экстремальных задач эффективности и надёжности».
В 1979 году присвоено учёное звание профессора по кафедре теории вероятностей и математической статистики.
В 1976—1999 годах эксперт Высшей аттестационной комиссии и член экспертного Совета ВАК Российской Федерации. С 1980 года возглавлял секцию математики, механики и астрономии научно-технического Совета Министерства высшего и среднего специального образования СССР.
Возглавлял группу специалистов, разработавших Государственные стандарты высшего профессионального образования (ГОС ВПО) первого, второго и третьего поколения по специальности «Прикладная математика» и направлению «Прикладная математика».
Длительное время являлся председателем докторского диссертационного Совета по специальностям «Теория функций», «Уравнения математической физики» и «Теория вероятностей и математическая статистика».
Основатель и руководитель научно-педагогической школы «Теория случайных процессов, математической теории надёжности и эффективности сложных систем».

## Награды
- Лауреат Государственной премии СССР (1979) в составе коллектива (акад. Гнеденко Б. В., проф. Соловьёв А. Д., проф. Беляев Ю. К.) за разработку и внедрение комплекса методов обеспечения высокой надёжности оборудования.
- Орден «Знак Почёта» (1986).
- Заслуженный деятель науки Российской Федерации (1996).